# Roland Thimme
Roland Thimme (* 30. Mai 1931 in Potsdam; † 20. Februar 2014 in Meckenheim) war ein deutscher Historiker.

## Leben
Roland Thimme promovierte im Jahr 1959 und war von 1984 bis 1996 in der Internationalen Historikerkommission zur Herausgabe der Akten zur deutschen auswärtigen Politik 1918 bis 1945. Später gaben er und weitere Mitautoren das mehrbändige Werk Akten zur deutschen auswärtigen Politik 1918–1945 heraus. Er selbst war lange Jahre Referent im Politischen Archiv des Auswärtigen Amtes.
Thimme erforschte – zusammen mit Martin Kröger – die nationalsozialistische Vergangenheit deutscher Wissenschaftler wie Karl Dietrich Erdmann und Carl Arthur Scheunert.

## Ehrungen
Thimme war Offizier dans l’Ordre des Palmes Académiques.

## Werk (Auswahl)
- Stresemann und die deutsche Volkspartei 1923–1925 (= Historische Studien, Heft 382), Matthiesen Verlag, Lübeck 1961, ISBN 978-3-7868-1382-8.
- Rote Fahnen über Potsdam 1933–1989. Lebenswege und Tagebücher. Hentrich & Hentrich, Berlin 2007, ISBN 978-3-938485-40-8.
- Schwarzmondnacht. Authentische Tagebücher berichten 1933–1953. Hentrich & Hentrich, Berlin 2009, ISBN 978-3-938485-96-5.
- (mit Martin Kröger): Die Geschichtsbilder des Historikers Karl Dietrich Erdmann. Vom Dritten Reich zur Bundesrepublik. Oldenbourg, München 1996, ISBN 3-486-56154-5.
- Akten zur deutschen auswärtigen Politik. Ergänzungsband zu den Serien A–E: Gesamtpersonenverzeichnis, Portraitphotos und Daten zur Dienstverwendung; Anhänge: 1918–1945, Vandenhoeck & Ruprecht, Göttingen 1995.
- (mit Peter Grupp, Harald Schinkel): Akten zur deutschen auswärtigen Politik [aus dem Archiv des Auswärtigen Amts]. Serie B: 1925–1933. Band 13: 3. September bis 31. Dezember 1929. Vandenhœck & Ruprecht, Göttingen, 1979.
- (mit Hans-Georg Fleck, Peter Grupp, Harald Schinkel): Akten zur deutschen auswärtigen Politik 1918–1945. Serie A: 1918–1925. Band 12: 1. Januar bis 25. April 1925. Vandenhœck & Ruprecht, Göttingen 1994.
- (mit Martin Kröger, Peter Grupp, Harald Schinkel): Akten zur deutschen auswärtigen Politik 1918–1945. Serie A: 1918–1925. Band 14: 14. August bis 30. November 1925. Vandenhœck & Ruprecht, Göttingen 1995.
- Das Politische Archiv des Auswärtigen Amts im Zweiten Weltkrieg. In: Vierteljahrshefte für Zeitgeschichte 2/1999.